# Nyctemera hyalina
Nyctemera hyalina är en fjärilsart som beskrevs av Bethune-Baker 1910. Nyctemera hyalina ingår i släktet Nyctemera och familjen björnspinnare. Inga underarter finns listade i Catalogue of Life.